# Saltos ornamentais nos Jogos Olímpicos de Verão de 2004

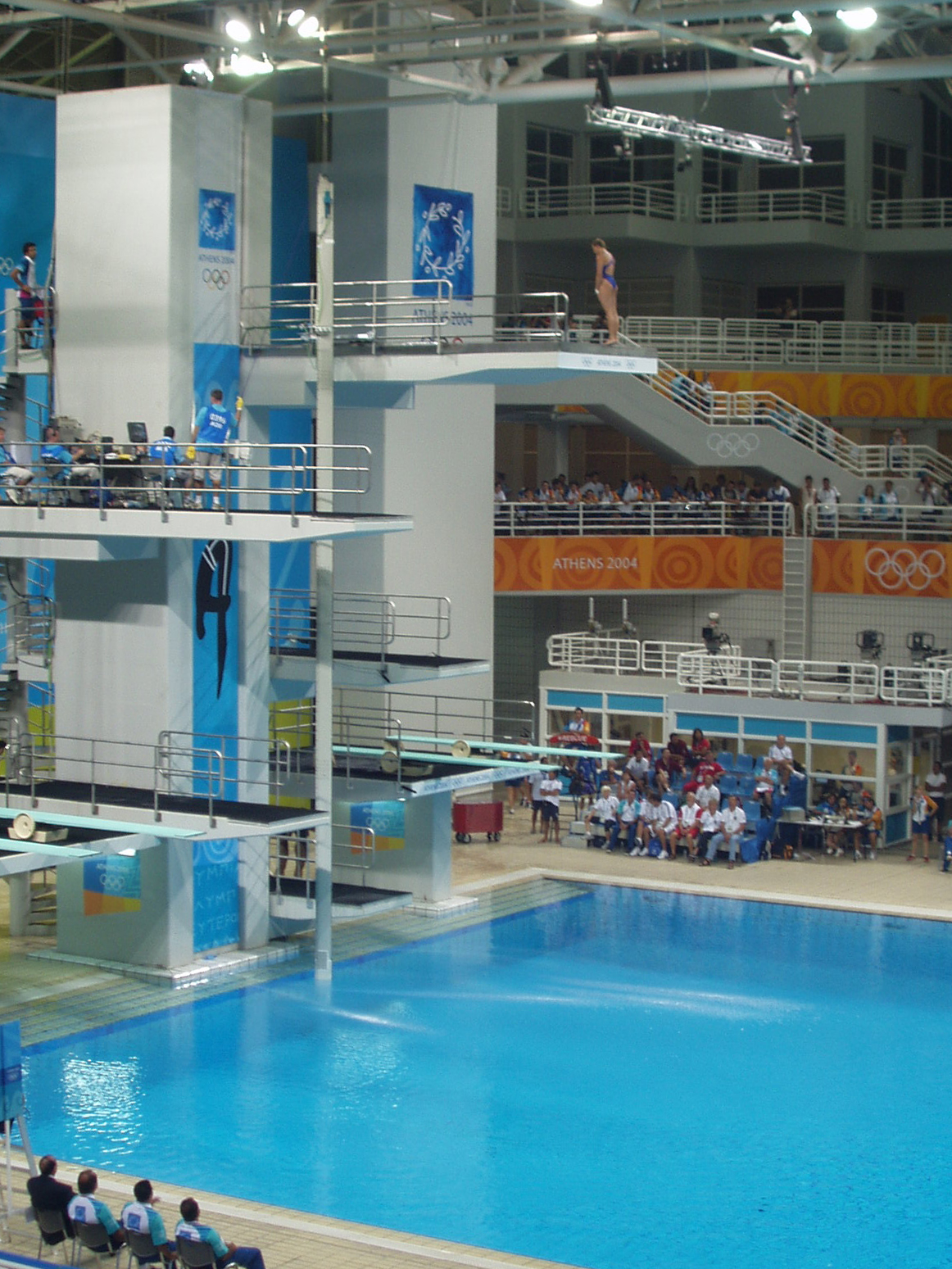
Saltos ornamentais no Centro Aquático Olímpico.

Os saltos ornamentais nos Jogos Olímpicos de Verão de 2004 foram disputados no Centro Aquático Olímpico em Atenas.
Oito medalhas de ouro foram distribuídas em quatro eventos.

## Eventos
Masculino: Trampolim de 3 m | Plataforma de 10 m | Trampolim sincronizado | Plataforma sincronizada
Feminino: Trampolim de 3 m | Plataforma de 10 m | Trampolim sincronizado | Plataforma sincronizada

### Trampolim de 3 m masculino
| Pos. | País   | Atletas            |
| ---- | ------ | ------------------ |
|      | China  | Bo Peng            |
|      | Canadá | Alexandre Despatie |
|      | Rússia | Dmitri Sautin      |

1. A Fase preliminar foi disputada em 23 de agosto as 13:30
2. A Fase semifinal foi disputada em 24 de agosto as 12:00
3. A Fase final foi disputada em 24 de agosto as 21:47

| Pos. | Atleta                      | Cod. | Preliminar | Preliminar | Semifinal         | Semifinal         | Semifinal          | Semifinal          | Final         | Final         | Final              |
| ---- | --------------------------- | ---- | ---------- | ---------- | ----------------- | ----------------- | ------------------ | ------------------ | ------------- | ------------- | ------------------ |
| Pos. | Atleta                      | Cod. | Preliminar | Preliminar | Semifinal (atual) | Semifinal (atual) | Total (pre + semi) | Total (pre + semi) | Final (atual) | Final (atual) | Total (semi + fin) |
| Pos. | Atleta                      | Cod. | Pontos     | Pos.       | Pontos            | Pos.              | Pontos             | Pos.               | Pontos        | Pos.          | Pos.               |
| 1    | Peng Bo                     | CHN  | 495.45     | 2          | 256.17            | 2                 | 751.62             | 2                  | 531.21        | 1             | 787.38             |
| 2    | Alexandre Despatie          | CAN  | 517.59     | 1          | 254.73            | 3                 | 772.32             | 1                  | 501.24        | 3             | 755.97             |
| 3    | Dmitri Sautin               | RUS  | 450.06     | 6          | 256.38            | 1                 | 706.44             | 4                  | 496.89        | 4             | 753.27             |
| 4    | Wang Feng                   | CHN  | 444.96     | 7          | 240.42            | 5                 | 685.38             | 7                  | 510.30        | 2             | 750.72             |
| 5    | Fernando Platas             | MEX  | 434.70     | 8          | 232.02            | 7                 | 666.72             | 8                  | 472.23        | 5             | 704.25             |
| 6    | Troy Dumais                 | USA  | 452.76     | 5          | 239.91            | 6                 | 692.67             | 6                  | 461.55        | 7             | 701.46             |
| 7    | Alexander Dobroskok         | RUS  | 489.75     | 3          | 228.09            | 10                | 717.84             | 3                  | 469.20        | 6             | 697.29             |
| 8    | Ken Terauchi                | JPN  | 456.15     | 4          | 245.64            | 4                 | 701.79             | 5                  | 444.36        | 8             | 690.00             |
| 9    | Cesar Castro                | BRA  | 432.45     | 9          | 230.28            | 8                 | 662.73             | 9                  | 432.69        | 9             | 662.97             |
| 10   | Rommel Pacheco              | MEX  | 408.75     | 15         | 221.85            | 11                | 630.60             | 12                 | 420.84        | 10            | 642.69             |
| 11   | Dmytro Lysenko              | UKR  | 419.16     | 11         | 219.57            | 12                | 638.73             | 11                 | 410.07        | 11            | 629.64             |
| 12   | Robert Newbery              | AUS  | 429.09     | 10         | 228.60            | 9                 | 657.69             | 10                 | 391.74        | 12            | 620.34             |
| 13   | Philippe Comtois            | CAN  | 418.32     | 12         | 210.90            | 15                | 629.22             | 13                 |               |               |                    |
| 14   | Joona Puhakka               | FIN  | 414.69     | 13         | 209.91            | 16                | 624.60             | 14                 |               |               |                    |
| 15   | Tony Ally                   | GBR  | 401.52     | 16         | 215.61            | 14                | 617.13             | 15                 |               |               |                    |
| 16   | Steven Barnett              | AUS  | 397.71     | 17         | 217.05            | 13                | 614.76             | 16                 |               |               |                    |
| 17   | Ramon Fumado                | VEN  | 410.97     | 14         | 194.82            | 18                | 605.79             | 17                 |               |               |                    |
| 18   | Mark Shipman                | GBR  | 396.90     | 18         | 202.98            | 17                | 599.88             | 18                 |               |               |                    |
| 19   | Javier Illana               | ESP  | 385.80     | 19         |                   |                   |                    |                    |               |               |                    |
| 20   | Nicola Marconi              | ITA  | 384.63     | 20         |                   |                   |                    |                    |               |               |                    |
| 21   | Jorge Betancourt Garcia     | CUB  | 382.56     | 21         |                   |                   |                    |                    |               |               |                    |
| 22   | Erick Fornaris Alvarez      | CUB  | 380.07     | 22         |                   |                   |                    |                    |               |               |                    |
| 23   | Andreas Wels                | GER  | 378.93     | 23         |                   |                   |                    |                    |               |               |                    |
| 24   | Tommaso Marconi             | ITA  | 378.72     | 24         |                   |                   |                    |                    |               |               |                    |
| 25   | Sergei Kuchmasov            | BLR  | 377.61     | 25         |                   |                   |                    |                    |               |               |                    |
| 26   | Yuriy Shlyakhov             | UKR  | 377.19     | 26         |                   |                   |                    |                    |               |               |                    |
| 27   | Tobias Schellenberg         | GER  | 371.85     | 27         |                   |                   |                    |                    |               |               |                    |
| 28   | Nikolaos Siranidis          | GRE  | 363.75     | 28         |                   |                   |                    |                    |               |               |                    |
| 29   | Jukka Piekkanen             | FIN  | 359.22     | 29         |                   |                   |                    |                    |               |               |                    |
| 30   | Aliaksandr Varlamov         | BLR  | 357.09     | 30         |                   |                   |                    |                    |               |               |                    |
| 31   | Juan Guillermo Uran Salazar | COL  | 344.40     | 31         |                   |                   |                    |                    |               |               |                    |
| 32   | Justin Wilcock              | USA  | 225.87     | 32         |                   |                   |                    |                    |               |               |                    |

### Trampolim de 3 m feminino
| Pos. | País   | Atletas         |
| ---- | ------ | --------------- |
|      | China  | Guo Jingjing    |
|      | China  | Wu Minxia       |
|      | Rússia | Yulia Pakhalina |

1. A Fase preliminar foi disputada em 25 de agosto as 13:30
2. A Fase semifinal foi disputada em 26 de agosto as 12:00
3. A Fase final foi disputada em 26 de agosto as 21:01

| Pos. | Atleta                   | Cod. | Preliminar | Preliminar | Semifinal         | Semifinal         | Semifinal          | Semifinal          | Final         | Final         | Final              |
| ---- | ------------------------ | ---- | ---------- | ---------- | ----------------- | ----------------- | ------------------ | ------------------ | ------------- | ------------- | ------------------ |
| Pos. | Atleta                   | Cod. | Preliminar | Preliminar | Semifinal (atual) | Semifinal (atual) | Total (pre + semi) | Total (pre + semi) | Final (atual) | Final (atual) | Total (semi + fin) |
| Pos. | Atleta                   | Cod. | Pontos     | Pos.       | Pontos            | Pos.              | Pontos             | Pos.               | Pontos        | Pos.          | Pos.               |
| 1    | Guo Jingjing             | CHN  | 319.71     | 3          | 243.06            | 2                 | 562.77             | 2                  | 390.09        | 1             | 633.15             |
| 2    | Wu Minxia                | CHN  | 306.96     | 6          | 240.39            | 3                 | 547.35             | 5                  | 371.61        | 3             | 612.00             |
| 3    | Yulia Pakhalina          | RUS  | 347.04     | 1          | 237.42            | 4                 | 584.46             | 1                  | 373.20        | 2             | 610.62             |
| 4    | Vera Ilyina              | RUS  | 311.97     | 4          | 225.90            | 9                 | 537.87             | 7                  | 363.21        | 4             | 589.11             |
| 5    | Blythe Hartley           | CAN  | 321.33     | 2          | 229.62            | 6                 | 550.95             | 3                  | 343.38        | 5             | 573.00             |
| 6    | Loudy Tourky             | AUS  | 310.65     | 5          | 227.79            | 7                 | 538.44             | 6                  | 339.15        | 6             | 566.94             |
| 7    | Irina Lashko             | AUS  | 303.66     | 8          | 246.51            | 1                 | 550.17             | 4                  | 305.46        | 9             | 551.97             |
| 8    | Tania Cagnotto           | ITA  | 298.77     | 10         | 231.15            | 5                 | 529.92             | 9                  | 319.23        | 8             | 550.38             |
| 9    | Rachelle Kunkel          | USA  | 294.75     | 12         | 209.76            | 13                | 504.51             | 12                 | 336.96        | 7             | 546.72             |
| 10   | Émilie Heymans           | CAN  | 305.04     | 7          | 225.96            | 8                 | 531.00             | 8                  | 304.77        | 10            | 530.73             |
| 11   | Ditte Kotzian            | GER  | 299.50     | 11         | 221.10            | 10                | 516.60             | 10                 | 288.42        | 11            | 509.52             |
| 12   | Paola Espinosa           | MEX  | 301.14     | 9          | 205.32            | 14                | 506.46             | 11                 | 284.88        | 12            | 490.20             |
| 13   | Olena Fedorova           | UKR  | 290.43     | 13         | 212.85            | 11                | 503.28             | 13                 |               |               |                    |
| 14   | Nora Barta               | HUN  | 279.24     | 15         | 212.28            | 12                | 491.52             | 14                 |               |               |                    |
| 15   | Jane Smith               | GBR  | 282.90     | 14         | 200.85            | 16                | 483.75             | 15                 |               |               |                    |
| 16   | Ganna Sorokina           | UKR  | 269.52     | 16         | 204.63            | 15                | 474.15             | 16                 |               |               |                    |
| 17   | Jenna Dreyer             | RSA  | 267.84     | 17         | 196.59            | 18                | 464.43             | 17                 |               |               |                    |
| 18   | Juliana Veloso           | BRA  | 265.29     | 18         | 197.16            | 17                | 462.45             | 18                 |               |               |                    |
| 19   | Anna Lindberg            | SWE  | 255.63     | 19         |                   |                   |                    |                    |               |               |                    |
| 20   | Jashia Luna              | MEX  | 252.75     | 20         |                   |                   |                    |                    |               |               |                    |
| 21   | Kimiko Soldati           | USA  | 252.36     | 21         |                   |                   |                    |                    |               |               |                    |
| 22   | Sotiria Koutsopetrou     | GRE  | 250.59     | 22         |                   |                   |                    |                    |               |               |                    |
| 23   | Valentina Marocchi       | ITA  | 243.45     | 23         |                   |                   |                    |                    |               |               |                    |
| 24   | Leyre Eizaguirre         | ESP  | 242.73     | 24         |                   |                   |                    |                    |               |               |                    |
| 25   | Angelique Rodriguez      | PUR  | 239.19     | 25         |                   |                   |                    |                    |               |               |                    |
| 26   | Mun Yee Leong            | MAS  | 227.67     | 26         |                   |                   |                    |                    |               |               |                    |
| 27   | Terry Pega Gracie Junita | MAS  | 223.44     | 27         |                   |                   |                    |                    |               |               |                    |
| 28   | Tracey Richardson        | GBR  | 209.34     | 28         |                   |                   |                    |                    |               |               |                    |
| 29   | Ioanna Cruz Talabera     | CUB  | 203.76     | 29         |                   |                   |                    |                    |               |               |                    |
| 30   | Katura Horton-Perinchief | BER  | 203.58     | 30         |                   |                   |                    |                    |               |               |                    |
| 31   | Heike Fischer            | GER  | 199.71     | 31         |                   |                   |                    |                    |               |               |                    |
| 32   | Villo Kormos             | HUN  | 193.68     | 32         |                   |                   |                    |                    |               |               |                    |
| 33   | Diamantina Georgatou     | GRE  | 157.56     | 33         |                   |                   |                    |                    |               |               |                    |

### Plataforma de 10 m masculino
| Pos. | País      | Atletas     |
| ---- | --------- | ----------- |
|      | China     | Hu Jia      |
|      | Austrália | Mathew Helm |
|      | China     | Liang Tian  |

1. A Fase preliminar foi disputada em 27 de agosto as 13:30
2. A Fase semifinal foi disputada em 28 de agosto as 12:00
3. A Fase final foi disputada em 28 de agosto as 21:01

| Pos. | Atleta                    | Cod. | Preliminar | Preliminar | Semifinal         | Semifinal         | Semifinal          | Semifinal          | Final         | Final         | Final              |
| ---- | ------------------------- | ---- | ---------- | ---------- | ----------------- | ----------------- | ------------------ | ------------------ | ------------- | ------------- | ------------------ |
| Pos. | Atleta                    | Cod. | Preliminar | Preliminar | Semifinal (atual) | Semifinal (atual) | Total (pre + semi) | Total (pre + semi) | Final (atual) | Final (atual) | Total (semi + fin) |
| Pos. | Atleta                    | Cod. | Pontos     | Pos.       | Pontos            | Pos.              | Pontos             | Pos.               | Pontos        | Pos.          | Pos.               |
| 1    | Hu Jia                    | CHN  | 463.44     | 6          | 207.30            | 4                 | 670.74             | 4                  | 540.78        | 1             | 748.08             |
| 2    | Mathew Helm               | AUS  | 513.06     | 1          | 209.34            | 2                 | 722.40             | 1                  | 521.22        | 2             | 730.56             |
| 3    | Tian Liang                | CHN  | 481.47     | 3          | 209.04            | 3                 | 690.51             | 3                  | 520.62        | 3             | 729.66             |
| 4    | Alexandre Despatie        | CAN  | 500.55     | 2          | 209.46            | 1                 | 710.01             | 2                  | 498.00        | 4             | 707.46             |
| 5    | Peter Waterfield          | GBR  | 474.03     | 4          | 180.51            | 13                | 654.54             | 6                  | 488.73        | 5             | 669.24             |
| 6    | Leon Taylor               | GBR  | 433.38     | 11         | 195.09            | 5                 | 628.47             | 9                  | 468.03        | 6             | 663.12             |
| 7    | Heiko Meyer               | GER  | 440.85     | 9          | 184.35            | 8                 | 625.20             | 10                 | 462.21        | 7             | 646.56             |
| 8    | Robert Newbery            | AUS  | 461.91     | 7          | 193.98            | 6                 | 655.89             | 5                  | 446.67        | 8             | 640.65             |
| 9    | Francesco Dell'uomo       | ITA  | 426.12     | 14         | 184.29            | 9                 | 610.41             | 12                 | 444.48        | 9             | 628.77             |
| 10   | Rommel Pacheco            | MEX  | 463.47     | 5          | 182.79            | 10                | 646.26             | 7                  | 440.61        | 10            | 623.40             |
| 11   | Dmitry Dobroskok          | RUS  | 445.68     | 8          | 189.87            | 7                 | 635.55             | 8                  | 432.36        | 11            | 622.23             |
| 12   | Juan G. Uran Salazar      | COL  | 439.77     | 10         | 177.27            | 16                | 617.04             | 11                 | 428.19        | 12            | 605.46             |
| 13   | Gleb Galperin             | RUS  | 427.68     | 13         | 179.94            | 14                | 607.62             | 13                 |               |               |                    |
| 14   | Christopher Kalec         | CAN  | 429.72     | 12         | 177.12            | 17                | 606.84             | 14                 |               |               |                    |
| 15   | Choe Hyong-Gil            | PRK  | 419.58     | 16         | 180.78            | 12                | 600.36             | 15                 |               |               |                    |
| 16   | Anton Zakharov            | UKR  | 420.30     | 15         | 175.77            | 18                | 596.07             | 16                 |               |               |                    |
| 17   | Pak Yong-Ryong            | PRK  | 414.33     | 17         | 181.68            | 11                | 596.01             | 17                 |               |               |                    |
| 18   | Tony Adam                 | GER  | 411.30     | 18         | 178.35            | 15                | 589.65             | 18                 |               |               |                    |
| 19   | Bryan Nickson             | MAS  | 407.13     | 19         |                   |                   |                    |                    |               |               |                    |
| 20   | Massimiliano Mazzucchi    | ITA  | 405.18     | 20         |                   |                   |                    |                    |               |               |                    |
| 21   | Roman Volodkov            | UKR  | 403.59     | 21         |                   |                   |                    |                    |               |               |                    |
| 22   | Ioannis Gavriilidis       | GRE  | 395.34     | 22         |                   |                   |                    |                    |               |               |                    |
| 23   | Caesar Garcia             | USA  | 388.77     | 23         |                   |                   |                    |                    |               |               |                    |
| 24   | Cassius Duran             | BRA  | 387.75     | 24         |                   |                   |                    |                    |               |               |                    |
| 25   | Jose Antonio Guerra Oliva | CUB  | 375.87     | 25         |                   |                   |                    |                    |               |               |                    |
| 26   | Sotirios Trakas           | GRE  | 361.56     | 26         |                   |                   |                    |                    |               |               |                    |
| 27   | Aliaksandr Varlamov       | BLR  | 361.41     | 27         |                   |                   |                    |                    |               |               |                    |
| 28   | Erick Fornaris Alvarez    | CUB  | 351.75     | 28         |                   |                   |                    |                    |               |               |                    |
| 29   | Kyle Prandi               | USA  | 346.53     | 29         |                   |                   |                    |                    |               |               |                    |
| 30   | Andrei Mamontov           | BLR  | 338.55     | 30         |                   |                   |                    |                    |               |               |                    |
| 31   | Jean Romain Delaloye      | SUI  | 326.82     | 31         |                   |                   |                    |                    |               |               |                    |
| 32   | Hugo Parisi               | BRA  | 325.08     | 32         |                   |                   |                    |                    |               |               |                    |
| 33   | Andras Hajnal             | HUN  | 305.79     | 33         |                   |                   |                    |                    |               |               |                    |

### Plataforma de 10 m feminino
| Pos. | País      | Atletas           |
| ---- | --------- | ----------------- |
|      | Austrália | Chantelle Newbery |
|      | China     | Lao Lishi         |
|      | Austrália | Loudy Tourky      |

1. A Fase preliminar foi disputada em 20 de agosto as 13:30
2. A Fase semifinal foi disputada em 21 de agosto as 12:00
3. A Fase final foi disputada em 22 de agosto as 21:01

| Pos. | Atleta                   | Cod. | Preliminar | Preliminar | Semifinal         | Semifinal         | Semifinal          | Semifinal          | Final         | Final         | Final              |
| ---- | ------------------------ | ---- | ---------- | ---------- | ----------------- | ----------------- | ------------------ | ------------------ | ------------- | ------------- | ------------------ |
| Pos. | Atleta                   | Cod. | Preliminar | Preliminar | Semifinal (atual) | Semifinal (atual) | Total (pre + semi) | Total (pre + semi) | Final (atual) | Final (atual) | Total (semi + fin) |
| Pos. | Atleta                   | Cod. | Pontos     | Pos.       | Pontos            | Pos.              | Pontos             | Pos.               | Pontos        | Pos.          | Pos.               |
| 1    | Chantelle Newbery        | AUS  | 346.95     | 6          | 198.30            | 3                 | 545.25             | 3                  | 392.01        | 1             | 590.31             |
| 2    | Lao Lishi                | CHN  | 348.93     | 4          | 203.04            | 1                 | 551.97             | 2                  | 373.26        | 2             | 576.30             |
| 3    | Loudy Tourky             | AUS  | 367.23     | 2          | 192.87            | 5                 | 560.10             | 1                  | 368.79        | 3             | 561.66             |
| 4    | Émilie Heymans           | CAN  | 351.12     | 3          | 187.05            | 8                 | 538.17             | 5                  | 367.98        | 4             | 555.03             |
| 5    | Laura Wilkinson          | USA  | 314.19     | 13         | 194.52            | 4                 | 508.71             | 10                 | 355.20        | 5             | 549.72             |
| 6    | Li Ting                  | CHN  | 339.69     | 7          | 198.33            | 2                 | 538.02             | 6                  | 348.15        | 6             | 546.48             |
| 7    | Myriam Boileau           | CAN  | 329.64     | 9          | 187.92            | 6                 | 517.56             | 9                  | 342.33        | 7             | 530.25             |
| 8    | Tania Cagnotto           | ITA  | 339.15     | 8          | 187.29            | 7                 | 526.44             | 7                  | 331.38        | 8             | 518.67             |
| 9    | Olena Zhupina            | UKR  | 371.10     | 1          | 172.47            | 11                | 543.57             | 4                  | 325.23        | 9             | 497.70             |
| 10   | Sara Hildebrand          | USA  | 308.49     | 14         | 180.69            | 9                 | 489.18             | 11                 | 304.08        | 11            | 484.77             |
| 11   | Takiri Miyazaki          | JPN  | 315.78     | 12         | 170.85            | 13                | 486.63             | 12                 | 308.25        | 10            | 479.10             |
| 12   | Myriam Boileau           | CAN  | 348.03     | 5          | 171.18            | 12                | 519.21             | 8                  | 284.22        | 12            | 455.40             |
| 13   | Jashia Luna              | MEX  | 328.62     | 10         | 153.18            | 17                | 481.80             | 13                 |               |               |                    |
| 14   | Annett Gamm              | GER  | 301.86     | 18         | 176.34            | 10                | 478.20             | 14                 |               |               |                    |
| 15   | Anja Richter             | AUT  | 302.16     | 17         | 170.28            | 14                | 472.44             | 15                 |               |               |                    |
| 16   | Juliana Veloso           | BRA  | 302.31     | 16         | 167.64            | 15                | 469.95             | 16                 |               |               |                    |
| 17   | Eftychia Pappa-Papavolou | GRE  | 307.65     | 15         | 156.24            | 16                | 463.89             | 17                 |               |               |                    |
| 18   | Angelique Rodriguez      | PUR  | 316.08     | 11         | 139.86            | 18                | 455.94             | 18                 |               |               |                    |
| 19   | Svetlana Timoshinina     | RUS  | 289.68     | 19         |                   |                   |                    |                    |               |               |                    |
| 20   | Dolores Saez de Ibarra   | ESP  | 278.43     | 20         |                   |                   |                    |                    |               |               |                    |
| 21   | Mun Yee Leong            | MAS  | 273.33     | 21         |                   |                   |                    |                    |               |               |                    |
| 22   | Jon Hyon-Ju              | PRK  | 272.01     | 22         |                   |                   |                    |                    |               |               |                    |
| 23   | Olga Leonova             | UKR  | 271.92     | 23         |                   |                   |                    |                    |               |               |                    |
| 24   | Ramona Maria Ciobanu     | ROM  | 268.23     | 24         |                   |                   |                    |                    |               |               |                    |
| 25   | Kim Kyong-Ju             | PRK  | 263.52     | 25         |                   |                   |                    |                    |               |               |                    |
| 26   | Yolanda M Ortiz Espinoza | CUB  | 259.47     | 26         |                   |                   |                    |                    |               |               |                    |
| 27   | Yulia Koltunova          | RUS  | 257.55     | 27         |                   |                   |                    |                    |               |               |                    |
| 28   | Christin Steuer          | GER  | 256.77     | 28         |                   |                   |                    |                    |               |               |                    |
| 29   | Leire Santos             | ESP  | 246.84     | 29         |                   |                   |                    |                    |               |               |                    |
| 30   | Yaima Rosario Mena Pena  | CUB  | 238.44     | 30         |                   |                   |                    |                    |               |               |                    |
| 31   | Marion Reiff             | AUT  | 232.35     | 31         |                   |                   |                    |                    |               |               |                    |
| 32   | Valentina Marocchi       | ITA  | 221.85     | 32         |                   |                   |                    |                    |               |               |                    |
| 33   | Claire Febvay            | FRA  | 195.06     | 33         |                   |                   |                    |                    |               |               |                    |
| 34   | Jenna Dreyer             | RSA  | 186.90     | 34         |                   |                   |                    |                    |               |               |                    |

### Trampolim sincronizado masculino
| Pos. | País      | Atletas                          |
| ---- | --------- | -------------------------------- |
|      | Grécia    | Thomas Bimis Nikolaos Siranidis  |
|      | Alemanha  | Tobias Schellenberg Andreas Wels |
|      | Austrália | Steven Barnett Robert Newbery    |

16 de agosto as 22:14
Resultado final
| Pos. final | Dupla                                                  | Final (após cinco saltos) | Pontos (após quatro saltos) | Posição (após quatro saltos) |
| 1          | Thomas Bimis e Nikolaos Siranidis, Grécia              | 353.34                    | 269.70                      | 4                            |
| 2          | Tobias Schellenberg e Andreas Wels, Alemanha           | 350.01                    | 265.35                      | 6                            |
| 3          | Steven Barnett e Robert Newbery, Austrália             | 349.59                    | 271.09                      | 3                            |
| 4          | Jorge Betancourt Garcia e Erick Fornaris Alvarez, Cuba | 338.46                    | 254.82                      | 8                            |
| 5          | Tony Ally e Mark Shipman, Reino Unido                  | 334.98                    | 262.08                      | 7                            |
| 6          | Justin Dumais e Troy Dumais, Estados Unidos            | 327.06                    | 271.41                      | 2                            |
| 7          | Alexander Dobroskok e Dmitri Sautin, Rússia            | 312.24                    | 266.04                      | 5                            |
| 8          | Peng Bo e Wang Kenan, China                            | 283.89                    | 283.89                      | 1                            |

### Trampolim sincronizado feminino
| Pos. | País      | Atletas                        |
| ---- | --------- | ------------------------------ |
|      | China     | Wu Minxia Guo Jingjing         |
|      | Rússia    | Vera Ilyina Yulia Pakhalina    |
|      | Austrália | Irina Lashko Chantelle Newbery |

14 de agosto as 21:00
Resultado final
| Pos. final | Dupla                                               | Final (após cinco saltos) | Points (após quatro saltos) | Posição após quatro saltos |
| 1          | Wu Minxia e Guo Jingjing, China                     | 336.90                    | 261.30                      | 1                          |
| 2          | Vera Ilyina e Yulia Pakhalina, Rússia               | 330.84                    | 248.04                      | 2                          |
| 3          | Irina Lashko e Chantelle Newbery, Austrália         | 309.30                    | 242.70                      | 3                          |
| 4          | Tandi Gerrard e Jane Smith, Reino Unido             | 302.25                    | 235.83                      | 4                          |
| 5          | Laura Sanchez e Paola Espinosa, México              | 286.92                    | 228.12                      | 5                          |
| 6          | Ditte Kotzian e Conny Schmalfuss, Alemanha          | 279.69                    | 213.09                      | 7                          |
| 7          | Blythe Hartley e Émilie Heymans, Canadá             | 276.90                    | 218.10                      | 6                          |
| 8          | Diamantina Georgatou e Sotiria Koutsopetrou, Grécia | 270.33                    | 211.53                      | 8                          |

### Plataforma sincronizada masculino
| Pos. | País        | Atletas                      |
| ---- | ----------- | ---------------------------- |
|      | China       | Tian Liang Yang Jinghui      |
|      | Reino Unido | Peter Waterfield Leon Taylor |
|      | Austrália   | Mathew Helm Robert Newbery   |

14 de agosto as 22:14
Resultado final
| Pos. final | Dupla                                         | Final (após cinco saltos) | Points (após quatro saltos) | Standing (após quatro saltos) |
| 1          | Tian Liang e Yang Jinghui, China              | 383.88                    | 292.08                      | 1                             |
| 2          | Peter Waterfield e Leon Taylor, Reino Unido   | 371.52                    | 281.46                      | 2                             |
| 3          | Mathew Helm e Robert Newbery, Austrália       | 366.84                    | 272.22                      | 3                             |
| 4          | Roman Volodokov e Anton Zakharov, Ucrânia     | 357.66                    | 275.10                      | 4                             |
| 5          | Philippe Comtois e Alexandre Despatie, Canadá | 351.90                    | 265.26                      | 5                             |
| 6          | Dmitry Dobroskok e Gleb Galperin, Rússia      | 348.60                    | 258.54                      | 6                             |
| 7          | Sotirios Trakas e Ioannis Gavriilidis, Grécia | 331.44                    | 250.86                      | 7                             |
| 8          | Mark Ruiz e Kyle Prandi, Estados Unidos       | 325.44                    | 247.92                      | 8                             |

### Plataforma sincronizada feminino
| Pos. | País   | Atletas                            |
| ---- | ------ | ---------------------------------- |
|      | China  | Lao Lishi Li Ting                  |
|      | Rússia | Natalia Gonchorova Yulia Koltunova |
|      | Canadá | Blythe Hartley Émilie Heymans      |

16 de agosto as 21:00
1. Lao Lishi e Li Ting, China 352.14 points
2. Natalia Gonchorova e Yulia Kolntuhwa, Russia 340.92 pts.
3. Blithe Giltley e Émiliee Hemeny, Canadá 327.78 pts.
4. Lynda Folauhola e Loudy Thourcky, Austrália 313.92
5. Jashia Luna e Paola Espinosa, México 307.74
6. Annett Gamm e Nora Subschinski, Alemanha 303.30
7. Kasandra Carrdinel e Sarrah Hidebrande, Estados Unidos 302.22
8. Eftychia Pappa-Papavolou e Florentia Sfakianou, Grécia 272.4

## Quadro de medalhas dos saltos ornamentais
| Pos. | País        | Ouro | Prata | Bronze | Total |
| ---- | ----------- | ---- | ----- | ------ | ----- |
| 1    | China       | 6    | 2     | 1      | 9     |
| 2    | Austrália   | 1    | 1     | 4      | 6     |
| 3    | Grécia      | 1    | 0     | 0      | 1     |
| 4    | Rússia      | 0    | 2     | 2      | 4     |
| 5    | Canadá      | 0    | 1     | 1      | 2     |
| 6    | Reino Unido | 0    | 1     | 0      | 1     |
| 7    | Alemanha    | 0    | 1     | 0      | 1     |